# Coppa della Melanesia 1989
La Coppa della Melanesia 1989 (1989 Melanesia Cup) fu la seconda edizione della Coppa della Melanesia, competizione calcistica per nazione organizzata dalla OFC. La competizione si svolse a Figi dal 28 ottobre al 4 novembre 1989 e vide la partecipazione di cinque squadre: Figi, Isole Salomone, Nuova Caledonia, Papua Nuova Guinea e Vanuatu.

## Formula
- Qualificazioni

Nessuna fase di qualificazione. Le squadre sono qualificate direttamente alla fase finale.
- Fase finale

Girone unico - 5 squadre: giocano partite di sola andata. La prima classificata si laurea campione della Melanesia.

## Squadre partecipanti
| Pr. | Squadra            | Data di qualificazione certa | Partecipante in quanto                                         | Partecipazioni precedenti al torneo | Ultima presenza     |
| --- | ------------------ | ---------------------------- | -------------------------------------------------------------- | ----------------------------------- | ------------------- |
| 1   | Figi               | -                            | Rappresentativa della nazione organizzatrice della fase finale | 1 (1988)                            | Isole Salomone 1988 |
| 2   | Isole Salomone     | -                            | Qualificata di diritto                                         | 1 (1988)                            | Isole Salomone 1988 |
| 3   | Nuova Caledonia    | -                            | Qualificata di diritto                                         | 1 (1988)                            | Isole Salomone 1988 |
| 4   | Papua Nuova Guinea | -                            | Qualificata di diritto                                         | -                                   | Esordiente          |
| 5   | Vanuatu            | -                            | Qualificata di diritto                                         | 1 (1988)                            | Isole Salomone 1988 |

Nella sezione "partecipazioni precedenti al torneo", le date in grassetto indicano che la nazione ha vinto quella edizione del torneo, mentre le date in corsivo indicano la nazione ospitante.

## Fase finale

### Girone unico

#### Classifica
| Pos | Squadra            | P.ti | G | V | N | P | GF | GS | DR  |
| --- | ------------------ | ---- | - | - | - | - | -- | -- | --- |
| 1   | Figi               | 7    | 4 | 3 | 1 | 0 | 7  | 2  | +5  |
| 2   | Nuova Caledonia    | 6    | 4 | 3 | 0 | 1 | 9  | 5  | +4  |
| 3   | Isole Salomone     | 4    | 4 | 1 | 2 | 1 | 2  | 2  | 0   |
| 4   | Papua Nuova Guinea | 3    | 4 | 1 | 1 | 2 | 5  | 4  | +1  |
| 5   | Vanuatu            | 0    | 4 | 0 | 0 | 4 | 2  | 12 | -10 |

#### Risultati
| 28 ottobre 1989 | Vanuatu | 0 – 2 | Isole Salomone |  |

| 28 ottobre 1989 | Figi | 2 – 1 | Papua Nuova Guinea |  |

| 30 ottobre 1989 | Isole Salomone | 0 – 2 | Nuova Caledonia |  |

| 30 ottobre 1989 | Figi | 2 – 1 | Vanuatu |  |

| 31 ottobre 1989 | Nuova Caledonia | 0 – 3 | Figi |  |

| 31 ottobre 1989 | Papua Nuova Guinea | 3 – 0 | Vanuatu |  |

| 3 novembre 1989 | Vanuatu | 1 – 5 | Nuova Caledonia |  |

| 3 novembre 1989 | Isole Salomone | 0 – 0 | Papua Nuova Guinea |  |

| 4 novembre 1989 | Isole Salomone | 0 – 0 | Figi |  |

| 4 novembre 1989 | Nuova Caledonia | 2 – 1 | Papua Nuova Guinea |  |